# 默特爾海灘菁英賽
默特爾海灘菁英賽（Myrtle Beach Classic）是美國PGA巡迴賽賽事之一，在南卡羅來納州默特爾海灘舉辦。這一賽事自2024年開始。該賽事的第一位冠軍是克里斯·加特拉普。

## 外部連結
- Official site
- Coverage on the PGA Tour's official site